# Garcia V du Kongo
Pour les articles homonymes, voir García.
Garcia V du  Kongo (Nkanga a Mvemba en kikongo et Garcia V Água Rosada en portugais) est Manikongo du royaume du Kongo de 1803 à janvier 1830. 

## Origine
Garcia Água Rosada e Sardonia appartient au Kanda Água Rosada issu de Pierre IV du Kongo dont les membres sans revendiquer le trône jouaient avec le titre de « Prince » depuis leur montagne forteresse de Kibangu  un rôle important depuis un siècle au Kongo. C'est ainsi que le Prince Pedro Água Rosada avait exercé la régence « de facto » du royaume entre la mort d'Alphonse V et l'avènement de Henri II.

## Règne
À la mort d'Henri II du Kongo vers 1802/1803, Don Garcia est élu roi sous le nom de Garcia V . Dans une lettre du 6 juillet 1803, il réclame à Luanda au gouverneur de l'Angola portugais Fernando Antonio de Noronha (1802-1806)  un prêtre afin se faire couronner il juge bon de  préciser à ce dernier que la royauté au Kongo est élective parmi les descendants du roi Alphonse Ier du Kongo et qu'il a été dument désigné pour cette fonction pour remplacer le « roi intrus D. Henri ».  
Le 10 août 1803, l'évêque Dom Luis de Brito Homen baptise, dans la cathédrale de Luanda, le prince Dom Afonso,
fils légitime de Dom Henrique et de Dona Isabella de Água Rosada et Sardonia, sœur du roi de Kongo Dom Garcia V, actuellement régnant qui était né dans la capitale de Sao Salvador le 21 janvier 1794. Le Gouverneur fut parrain
En 1814 un Père capucin Louis d'Assise,  se rend enfin à  Sao Salvador pour couronner Garcia V qui s'était  proclamé depuis 1804 « Roi du Kongo » mais en 1814 dans une lettre au gouverneur d'Angola il limite son titre à « Moi Garcia seigneur  de la Montagne de Kiganjo » qui était en réalité le seul domaine qu'il contrôlait véritablement. En effet le Père Zenobe de Florence écrit en juillet 1816: « Le royaume du Kongo est à présent gouverné par plusieurs despotes et le roi est un pauvre Noir sans puissance qui n'est obéi que d'un petit nombre,  le missionnaire est exposé à être volé jusque dans la cabane même du Roi ».
Garcia V doit d'ailleurs  faire face à partir de 1825 aux prétentions au trône de Don André qui devient seul roi à la mort de Garcia V au cours du premier semestre 1830. Bernardo da Burgio qui était venu à Sao Salvador afin d'assurer la cérémonie ses obsèques doit quitter la ville précipitamment avant l'élection de son successeur.

## Source
- (en) John K. Thorton, « Mbanza Kongo/Sao Salvador :  Kongo's Holy City », dans David M. Anderson et Richard Rathbone (éd.), Africa's Urban Past, Oxford, James Currey, Portsmouth, Heinemann, 2000  (ISBN 978-0-325-00221-7), pp. 73-78.